# Represalia

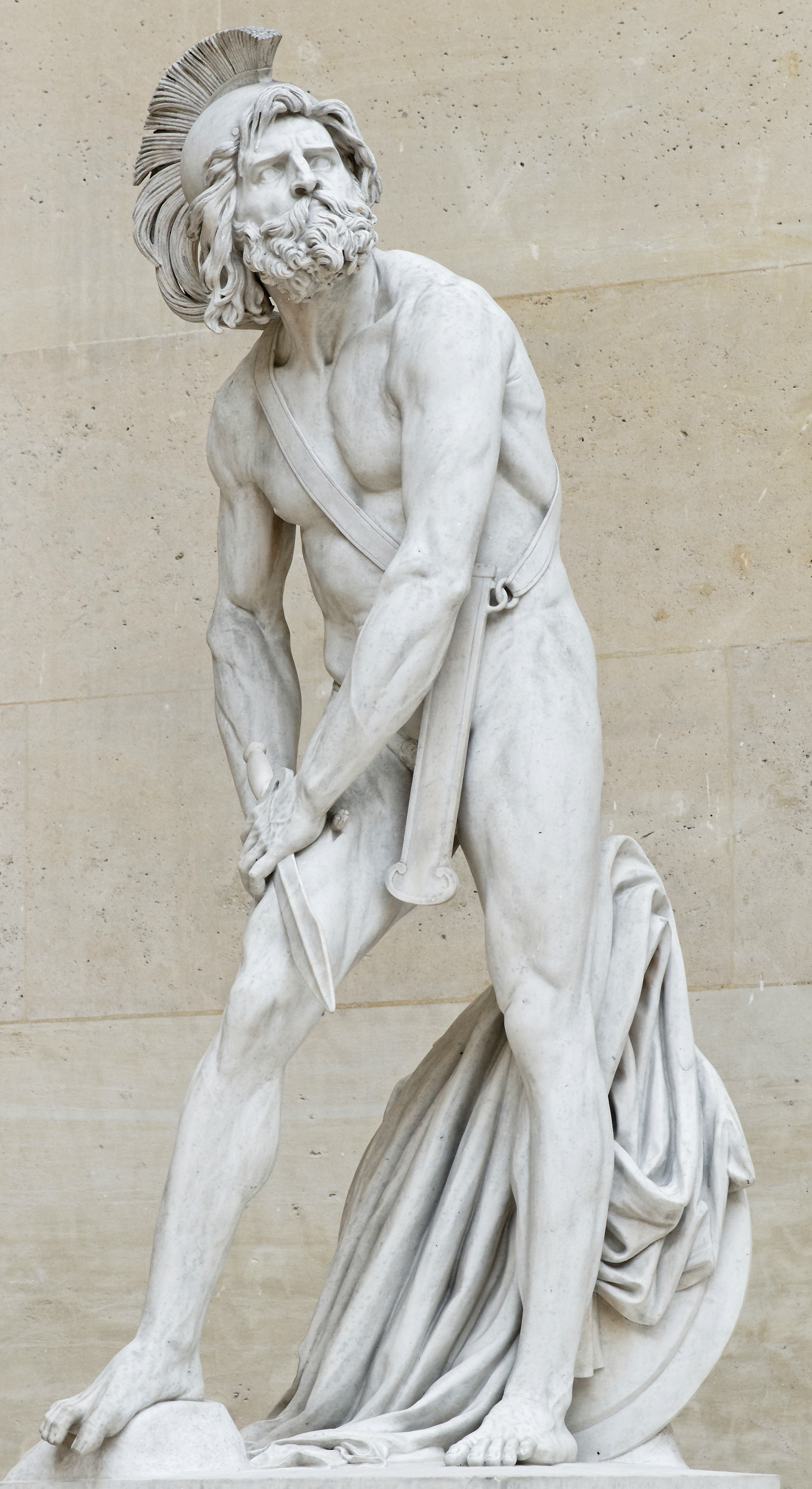
Filopemen. Uno de los primeros en aplicar la coerción económica.

Represalia (del latín vulgar repraesaliae, y este del latín reprehensus -. Medida o trato de rigor que, sin llegar a ruptura violenta de relaciones, adopta un Estado contra otro para responder a los actos o determinaciones adversos de este.) - en el Derecho Internacional, medidas legítimas de índole política y económica, que son utilizadas por un Estado en respuesta a los actos ilícitos de otro Estado. Hoy en día el término para este tipo de acciones está obsoleta y las represalias se conocen como contramedidas, y en caso de tales medidas por parte de una organización internacional - como sanciones internacionales.

## Historia

### Origen
En la práctica del Derecho Internacional rige las relaciones de los Estados que hacen uso de diversas medidas coercitivas, sin proceder a la fuerza como medio de aplicación de la justicia. La mayoría de estas eran medidas de presión económica por parte del Estado afectado, tal como se manifiesta en forma de suspensión o prohibición del comercio. El primer ejemplo grabado que se conserva de la utilización de la presión económica tiene su lugar de origen en la Antigua Grecia. En el año 423 a. C. Atenas, que dominaba la Hélade, prohibió a los mercaderes de Mégara entrar en sus puertos y mercados mediante el llamado Decreto de Mégara) 
 que fue una de las causas de la guerra del Peloponeso. En las obras de Polibio se puede encontrar información acerca del conflicto entre los aqueos y beocios cuando Filopemén, jefe de la Liga Aquea, dio el derecho de recuperar a los beocios lo que los aqueos les habían arrebatado, lo que derivó en conflictos armados, no sólo entre los ciudadanos, sino también entre naciones enteras.

### Alta Edad Media
Durante los siglos VI - XII las medidas coercitivas no militares son llamadas represalias. Son un claro reflejo de la esencia de las relaciones internacionales de este período de tiempo y, en consecuencia, tenía un carácter de derecho privado. Su esencia era que una persona que ha sufrido los efectos de algún daño por parte de un extranjero, tiene autoridad soberana para recuperar, incluso por la fuerza, sus propiedades o su equivalente, de ese extranjero o de sus compatriotas, cuando no pudo obtener justicia a través de los tribunales del país de su oponente. La ley del talión es el derecho concedido a un individuo, por la autoridad soberana de la que está a punto de reanudar, incluso por la fuerza, de su propiedad o su equivalente, a un extranjero o los ciudadanos de este extraño cuando no pudo obtener justicia a través de los tribunales del país de su oponente. Esta es la definición que da el derecho a represalias, de acuerdo con las órdenes y las costumbres de la Edad Media. Se trata esencialmente de un derecho público, soberano y regio. La existencia en Europa durante la Edad Media de un gran número de ciudades-estado independientes y la promoción del comercio entre ellas, llevó a la necesidad de consolidar la práctica regulatoria de las represalias. Las cartas de las ciudades, y los acuerdos bilaterales, contienen una disposición que establecía que en caso del fallo de un extranjero en cumplir con su deber, que deriva en responsabilidad legal, el acreedor debe demandar en el tribunal competente al extranjero, y en el caso de su demanda referirse a las autoridades con el fin de obtener un permiso especial para capturar, en el territorio de un Estado que ha concedido este permiso, a la persona, o personas, o bien de los bienes de los ciudadanos del Estado del delincuente. La emisión de estos permisos fue vista como un atributo de soberanía.

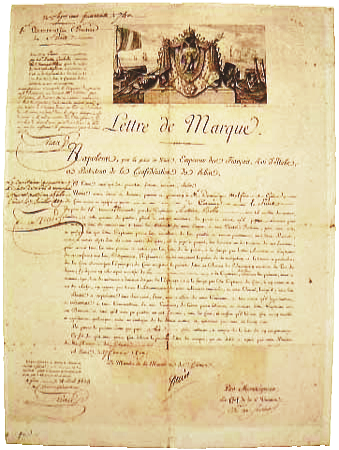
Patente de corso francesa.

El nombre de esta resolución no se ha fijado con claridad en las formas, pero entre tanto se extendió durante varios siglos, y se pudo emplear para asignarle un nombre. Así, entre los siglos XII y XIV fueron llamados «litterae repressaliarum», «cartae repressaliarum», «marca», «pignorationes»... Un poco más tarde, durante los siglos XIV-XVI, aparecen como «ius marchium» y «lettre de marque».
 Cabe señalar que los términos «lettres de marque» y «lettres de represailles» se utilizaban tanto el uno como el otro el otro, para designar una represalia de pa patente de corso en la guerra marítima. En la recepción del derecho romano, con la ayuda de hombres de leyes, el principio de la guerra privada, y el principio fundamental de la responsabilidad conjunta y solidaria, que no era inherente a la ley romana, estaba empezando a perder popularidad, y más tarde incluso se niega. Durante este período, la práctica internacional se dio vuelta gradualmente a la sustitución de los medios coercitivos de represalias por parte de otras acciones similares que aplicaban directamente la autoridad suprema en nombre de sus ciudadanos afectados. Podría ser la imposición de determinadas tasas obligatorias en todos los comercios y en todos los productos originarios del Estado de la nacionalidad del perpetrador.

### Periodo Clásico
A finales del siglo XVII las represalias adquieren naturaleza de estado y desde ese momento, el derecho a su utilización "pertenece sólo al Estado, y le concierne al Estado, no a los particulares". Richter asegura que la cesión del derecho a la utilización de represalias por parte de los particulares al estado es "consecuencia de una mirada a la guerra como un enfrentamiento armado entre Estados, y no entre particulares".
La transferencia gradual de la utilización de represalias por parte de los particulares al Estado provocó la aparición de nuevas formas de medidas no militares que comenzaron a ser entendidas como una variedad de la represalia, como el embargo y la Androlepsia.
A mediados del siglo XIX bajo represalias se entendían "todas las medidas coercitivas que un Gobierno aplica contra otro Estado, sus súbditos y sus bienes, a fin de obligarle a que reconozca el derecho a un litigio, o para conseguir una satisfacción o, en casos extremos, poner en práctica sus pretensiones".

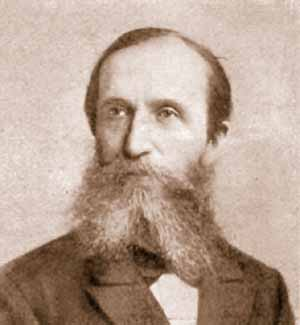
L. A. Komarovski, 1846—1912

La idea de un mecanismo de coerción, con el desarrollo de la ciencia del derecho internacional, está cada vez más presente en las obras de muchos científicos. En los escritos del profesor L. A. Komarovski está más desarrollada está cuestión. Lo interesante desde el punto de vista científico es su posición, según la cual la "Fuerza Internacional se podría organizar en primer lugar, por lo que la función coercitiva se llevaría a cabo con la aprobación de todos los miembros de la Organización Internacional de las grandes potencias, que quieran actuar en este papel.